# Will Oyowe
Will Oyowe (Etterbeek, 28 oktober 1987) is een Belgische atleet, die zich heeft toegelegd op de sprint. Hij nam eenmaal deel aan de wereldkampioenschappen en werd eenmaal Belgisch kampioen.

## Loopbaan
Oyowe is geboren uit Nigeriaanse ouders. Een groot deel van zijn jeugd bracht hij in Groot-Brittannië door, maar hij keerde als atleet toch terug naar België.
Oyowe werd in 2013 op de 400 m derde op de Belgische kampioenschappen met een persoonlijk record van 45,88 s. Met deze prestatie selecteerde hij zich voor 4 x 400 m estafette op de wereldkampioenschappen van 2013 in Moskou. Hij verving in de finale Antoine Gillet en werd met het Belgische team vijfde. In 2014 werd hij indoorkampioen op de 200 m.
Oyowe was aangesloten bij Union Sportive Braine-Waterloo (USBW) en stapte over naar Cercle Atléthique Brabant-Wallon (CABW).

## Belgische kampioenschappen
Indoor
| Onderdeel | Jaar |
| --------- | ---- |
| 200 m     | 2014 |

## Persoonlijke records
Outdoor
| Onderdeel | Prestatie | Datum        | Plaats             |
| --------- | --------- | ------------ | ------------------ |
| 200 m     | 21,30 s   | 29 juni 2013 | Nijvel             |
| 300 m     | 33,98 s   | 16 juli 2014 | Naimette-Xhovémont |
| 400 m     | 45,88 s   | 21 juli 2013 | Brussel            |

Indoor
| Onderdeel | Prestatie | Datum            | Plaats     |
| --------- | --------- | ---------------- | ---------- |
| 200 m     | 21,56 s   | 15 februari 2014 | Gent       |
| 400 m     | 48,14 s   | 29 januari 2011  | Lee Valley |

## Palmares

### 200 m
- 2014:  BK indoor AC - 21,56 s

### 400 m
- 2010:  BK indoor AC - 49,81 s
- 2013:  BK AC - 45,88 s

### 4 x 400 m
- 2013: 5e WK in Moskou - 3.01,02
- 2013:  Jeux de la Francophonie in Nice - 3.06,24